# 善来
善来（ぜんらい、正嘉元年（1257年） - 没年不詳）は、鎌倉時代末から南北朝時代初期にかけて、陸奥国岩崎郡（現、福島県いわき市の中部）で活動した日本の僧侶。史資料では比丘善来と表記される。

## 略歴
正嘉元年（1257年）に生まれる。なお、生誕地は不明で、どこの宗派の僧侶なのかも不明だが、以下の3件の仏教文物について主導的な関わりがあった。
元亨3年（1323年）、泉滝尻領主で白河結城氏一族の小山宗朝（前羽州藤原朝臣○朝）夫妻ほかを施主として「白水版法華経」を開板させる。
その3年後の正中3年（1326年）には、北郷（内郷）領主岩崎隆連を施主として院派仏師の院誉に依頼して木造薬師如来坐像（保福寺所蔵）を造立。
建武2年（1335年）の79歳時には、木造阿弥陀如来坐像（惣善寺所蔵）を造立。